# Parsko (jezioro)
Parsko – jezioro w województwie lubuskim, w powiecie gorzowskim, w gminie Deszczno, położone w pobliżu wsi Glinik.

## Hydronimia
Do 1945 roku jezioro nazywane było Bestien See. 11 lutego 1949 roku wprowadzono nazwę Parsko. Państwowy rejestr nazw geograficznych jako nazwę oboczną jeziora podaje Glinik. Nazwa Glinik występuje w większości materiałów źródłowych i urzędowych dotyczących akwenu.

## Morfometria
Według danych Instytutu Meteorologii i Gospodarki Wodnej powierzchnia zwierciadła wody jeziora wynosi 48,5 ha. Średnia głębokość zbiornika wodnego to 2,0 m, a maksymalna – 4,0 m. Lustro wody znajduje się na wysokości 27,0 m n.p.m. Objętość jeziora wynosi 912,0 tys. m³. Natomiast A. Choiński określił poprzez planimetrowanie na mapach 1:50 000 wielkość jeziora na 45,6 ha.
Według Mapy Podziału Hydrograficznego Polski jezioro leży na terenie zlewni szóstego poziomu Kanał Bema do Kan. Roszkowickiego. Identyfikator MPHP to 189611.

## Zagospodarowanie
Administratorem wód jeziora jest Regionalny Zarząd Gospodarki Wodnej w Poznaniu. Utworzył on obwód rybacki, który obejmuje wody jeziora Parsko wraz z wodami cieku bez nazwy od jego źródeł do ujścia do Kanału Postomskiego oraz wody dopływów tego jeziora albo tego cieku (Obwód rybacki jeziora Glinik na cieku bez nazwy w zlewni rzeki Postomia – Nr 1). Gospodarkę rybacką na jeziorze prowadzi Polski Związek Wędkarski Okręg w Gorzowie Wielkopolskim.
Jezioro pełni również funkcje rekreacyjne, nad jego brzegiem znajduje się piaszczysta plaża, do której prowadzi szutrowa droga ze wsi Glinik

## Czystość wód i ochrona środowiska
Jezioro nie znajduje się na terenie chronionym, jego wody nie były badane przez inspektorów Wojewódzkiego Inspektoratu Ochrony Środowiska. Przy jego brzegach znajdują się trzy obszary sklasyfikowane jako użytki ekologiczne. Są to odpowiednio użytki ekologiczne: Nad Glinikiem, Mały Półwysep oraz Przy jeziorze. W użytku ekologicznym Nad Glinikiem ochroną objęte zostało siedlisko reliktu glacjalnego w postaci błotniszka wełnistego, który jest objęty ścisłą ochroną gatunkową od 2004 roku.